# Frauenmuseum Berlin
Das Frauenmuseum Berlin ist ein unabhängiges Netzwerk Berliner Künstlerinnen. Der gemeinnützige Verein wurde in den 1990er Jahren gegründet, um einen ausgeglichenen Blick auf beide Geschlechter in Geschichte und Gesellschaft zu fördern. Seit 2007 ist das Frauenmuseum Berlin ohne festen Ort ausschließlich im Bereich Bildende Kunst aktiv.

## Geschichte und Organisation
Der Verein wurde am 15. November 1995 als Förderverein Frauenmuseum Berlin e.V. gegründet mit dem Ziel, Frauengeschichte und Frauenkultur möglichst in einem eigenen Haus zu präsentieren. Durch den Umzug der Museen und Sammlungen von Charlottenburg auf die Museumsinsel entstand die Idee, frei werdende Räume für ein zu gründendes Frauenmuseum zu nutzen. Frauen der SPD und der CDU sowie die Leiterin des Heimatmuseums Charlottenburg, Birgit Jochens und Brigitte Kippe als Frauenbeauftragte von Charlottenburg setzten sich gemeinsam für die Gründung des Fördervereins Frauenmuseum Berlin e. V. ein. Diese Gründungsphase war langwierig, und erst nach der Fusionierung der Bezirke Charlottenburg und Wilmersdorf ergab sich 2004 durch die Unterstützung des Leiters des Kunstamtes, Udo Christoffel, die Möglichkeit, einen Raum in der Kommunalen Galerie Berlin bespielen zu können.
Zu den 20 Gründungsfrauen gehörte unter anderem Felicitas Tesch. 2007 wurde die Bildhauerin Rachel Kohn 1. Vorsitzende des Vereins Frauenmuseum Berlin. Von 2007 bis 2011 war Nina Neumaier stellvertretende Vorsitzende des Frauenmuseums Berlin. 2011 bis 2021 wurde Kohn im Vorstand von Julie August unterstützt. Seit 2021 gibt es eine flache Hierarchie mit acht Vorständen und acht Arbeitsgruppen. Die Vorstandsfrauen sind Annette Selle, Ulrike Dornis, Rachel Kohn, Verena Kyselka, Margret Holz, Sibylla Weisweiler, Caroline Armand und Irene Parrandier.
Der Verein wird nicht institutionell gefördert, für Ausstellungen und Kataloge müssen Sponsoren gefunden werden. 2012 erschien zur Ausstellung augenblicklich im Kulturforum Berlin ein erster Mitgliederkatalog, drei weitere folgten. Es ist möglich, dem Verein als Künstlerin oder als Fördermitglied beizutreten. Die Arbeit erfolgt ehrenamtlich. Im Frühjahr 2017 drehte Anna-Maria Weber einen 8-minutigen Imagefilm über das Künstlerinnennetzwerk Frauenmuseum Berlin.

## Aktivitäten
Das Frauenmuseum Berlin hat im Laufe der Jahre zahlreiche Ausstellungen organisiert, die die Vielfalt und Kreativität von Künstlerinnen hervorheben. Lange Zeit war das Netzwerk nur in der Kommunalen Galerie Berlin in Charlottenburg/Wilmersdorf aktiv. Neue Ausstellungsreihen wurden konzipiert, um über diesen Stadtteil hinaus in der Berliner Kunstszene sichtbar zu werden.

### Übersicht der Ausstellungsreihen
- 4-händig (2005–2024): Regelmäßige Ausstellungen mit ausgewählten Positionen von in Berlin und Umgebung lebenden Künstlerinnen in der Kommunalen Galerie Berlin, meist mit zwei Künstlerinnen unterschiedlicher Generation und unterschiedlicher Medien, kuratiert von Rachel Kohn.
- Heim_Spiel (seit 2012): Das FMB veröffentlichte eine Ausschreibung, an der sich jeweils Künstlerinnen des kooperierenden Berliner Bezirkes beteiligen konnten. Bisher fand die Reihe statt in:  Tempelhof,[14] Spandau,[15] Mitte,[16] Charlottenburg,[17] Reinickendorf[18] und Lichtenberg.[19][20] Ziel ist es, die Vielfalt des Begriffs „Heim“ künstlerisch zu erforschen. Zu den Ausstellungen erschien jeweils ein Katalog.
- Kammerspiel (seit 2019): Ausstellungen mit jeweils zwei Künstlerinnen des Netzwerks Frauenmuseum Berlin in der Galerie im Tempelhof Museum[21].

### Weitere bemerkenswerte Projekte
- STIMMEN! Ausstellung zum Thema 100 Jahre Frauenwahlrecht in Deutschland im Willy-Brandt-Haus, kuratiert von Julie August, 17 Künstlerinnen des Netzwerks Frauenmuseum Berlin setzten sich mit Frauenrechten bzw. ihrem Fehlen auseinander. Eröffnungsrednerin war Andrea Nahles.[22]
- Art Speed Dating. Das Art Speed Dating ermöglicht es, Kunst und Künstlerinnen live zu erleben. Das Format fördert den direkten Austausch zwischen Künstlerinnen und Publikum und bietet einen unmittelbaren Zugang zu künstlerischen Werken und deren Schöpferinnen.
- Wandern. In der Ausstellungsreihe Wandern erkundet das Künstlerinnennetzwerk Frauenmuseum Berlin das Themenfeld des Wanderns.[23] Nach Stationen im Kunstverein Ebersberg (2021) und verschiedenen Orten in Neuruppin (2022) gab es 2024 eine Fortsetzung im Pavillon am Milchhof.
- I LOVE NO WAITING. Mit dem mobilen Projektraum Stadtbus haben die Künstlerinnen des Frauenmuseum Berlin ein Ausstellungskonzept entwickelt, das unabhängig vom Mainstream, großem Budget und langen Vorbereitungszeiten kurzfristige Ausstellungen ermöglicht.
- HAUT – Hülle, Organ, Archiv war eine Ausstellung des Frauenmuseum Berlin in Kooperation mit alpha nova & galerie futura, kuratiert von Julie August und Katharina Koch im Zentrum für Zeitgenössische Kunst in der Zitadelle, Berlin mit 28, teils geladenen Künstlerinnen. Mit der thematischen Vielschichtigkeit von Haut, die die Verwobenheit von Sexismus, Rassismus, Klassismus, Altersdiskriminierung und Ableismus sichtbar werden lässt, von individuellen und kollektiven Archivierungspraxen zeugt und gleichzeitig als sinnliches, resistentes und zugleich verwundbares Organ Ausgangspunkt künstlerischer Analyse ist, setzte die Ausstellung dem männlich geprägten Ausstellungsort feministische Gegenerzählungen entgegen. Die Ausstellung wurde gefördert vom Hauptstadtkulturfonds und der Lotto Stiftung Berlin. Es erschien ein Katalog.[24]
- REGENERART. Von Mai 2021 bis Mai 2023 war das Frauenmuseum Berlin Teil des EU-Projekts REGENERART.[25] Dieses Projekt hatte das Ziel, Geschlechterstereotypen durch Kunst zu dekonstruieren.

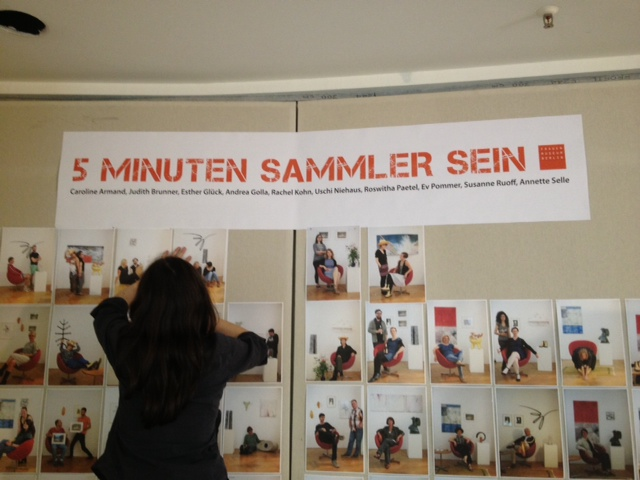
Beitrag des Frauenmuseum Berlin beim Kunstfestival 48h Neukölln, 2014

- Kunstfestival 48h Neukölln:[26] Mehrfach beteiligte sich das Frauenmuseum Berlin an diesem Kunstfestival, 2014 mit der Aktion 5 Minuten Sammler sein, die es danach auch auf der Kunstmesse Positions präsentieren konnte.[27] 2016 hieß der Beitrag des Frauenmuseum Wörter, die wir satt haben – essen wir sie auf! Von den Künstlerinnen mit essbarem Material gebildete Wörter konnten von den Besuchenden verspeist und somit vernichtet werden.[28]
- fair share! Das FMB beteiligt sich an den Künstlerinnen-Demos von fair share![29] Sichtbarkeit für Künstlerinnen an den Weltfrauentagen mit anderen Künstlerinnenvereinigungen.[30]